# سالي كالدويل فيشر
سالي كالدويل فيشر (بالإنجليزية: Sally Caldwell Fisher)‏ هي رسامة أمريكية، ولدت في 1951.